# Beccariola overbekci
Beccariola overbekci is een keversoort uit de familie zwamkevers (Endomychidae). De wetenschappelijke naam van de soort werd in 1936 gepubliceerd door Günther in Heller & Günther.